# ゲロトラックス
ゲロトラックス（学名：Gerrothorax）またはゲロソラックスは中期三畳紀から後期三畳紀に生息していた、絶滅した「両生類」の一属。以前は他にG. pustuloglomeratusという種が提唱されていたが、2012年現在は模式種のG. pulcherrimus一種しか認められない。スウェーデン、ドイツ、グリーンランドで見つかっている他、タイ王国でもそれらしい化石が報告されている。学名は「頑丈な胸」の意。

## 形態

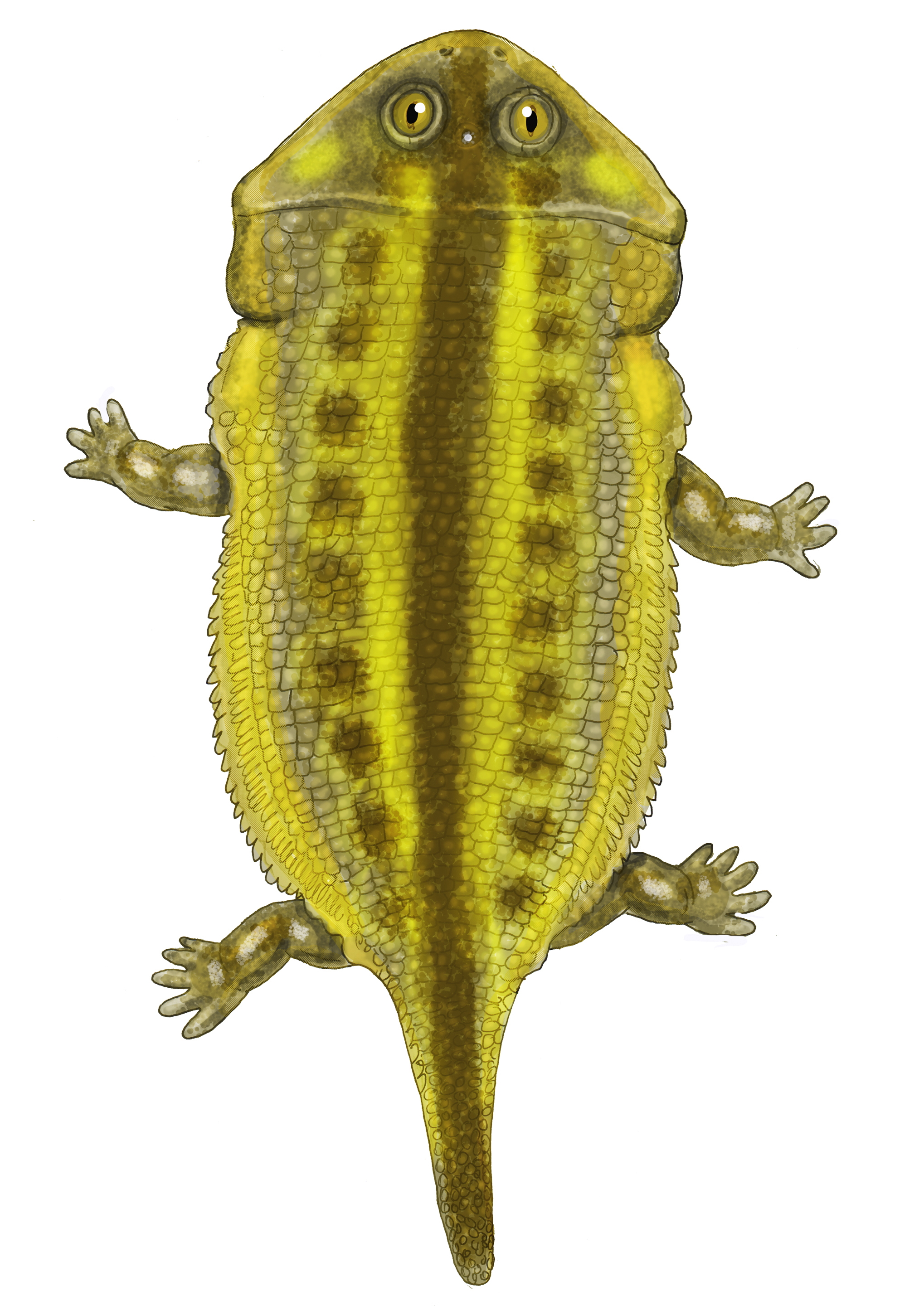
復元

全長約1メートル。非常に扁平な形態を特徴とする。頭蓋骨は左右に幅広く、上方を向いた大きな眼窩がある。実際の眼のサイズについては完全に不明。プラギオサウルス科が現在の両生類と同じような形態の眼を持っているとすれば、その扁平な頭蓋骨の形態から眼窩よりもはるかに小さな眼を持っていたという可能性もある。少なくともゲロトラックスにおいては大型の眼を持つことも可能であったかもしれないが、口蓋内に突き出さないようにするためには頭蓋骨を飛び出す半球状の形態をしていなければならなかっただろう。メガロフタルマ（Megalophthalma)などでは、このような大きな眼を持っていた可能性は非常に低いとされる。平たい形態で、レンズを持つ眼球を持っていたとすると、焦点を十分に合わせることができない。可能性は低いものの、底生で待ち伏せをする生態から、同じような生態をもつチョウチンハダカのような、平らでレンズのない大きな眼球を持っていたという説も提案された。複数の成長段階を比較したうえでも全体的な特徴にあまり差はないが、真皮骨の形態は明確に異なる。プラギオサウルス科の特徴として、胴体が鎧のような皮膚で覆われている。化石には鰓弓が保存されており、そこに動脈が通っていたとみられることから鰓の存在が明確である。この鰓はかつては現在の有尾類の幼生および幼形成熟形態（メキシコサンショウウオなど）の持つような外鰓として解釈されていたが、鰓弓に溝を持つなどの特徴から、むしろ魚のものに近い、皮膚のひだに覆われた内鰓を持っていた可能性が高い。これは、生態学的にも損傷を受けにくいことから合理的であると推測される。四肢は小さい。指の化石資料はほとんど知られておらず不明。

## 生態
完全な水生種であり、普段は河川や湖沼の水底に張り付くようにして身を隠しながら獲物となる小動物を待つ待ち伏せ捕食者であったと推測される。形態から、下顎を固定して上顎を持ち上げることにより口を開けていたと推測されたこともあったが、筋肉の再建では、むしろ頭蓋骨全体を上に持ち上げたのち下顎を開いていた可能性が高いとされるようになった。顎の可動域は50度に達したと推測される。急速に顎を開き、鰓から水を排出することにより、水流を発生させ水ごと獲物を吸引することが可能であったと考えられている。一属一種のみ知られているにもかかわらず、ラディニアンからレーティアンとかなり長い存続期間を誇り、化石の形態に目立った差がないため、進化的および形態学的停滞が示されている。その上生態自体がかなり特殊であると推測されているにもかかわらず、複数の異なる塩分濃度の環境から化石が発見されており、様々な環境に柔軟に適応することが可能であったと考えられている。